# クレーター

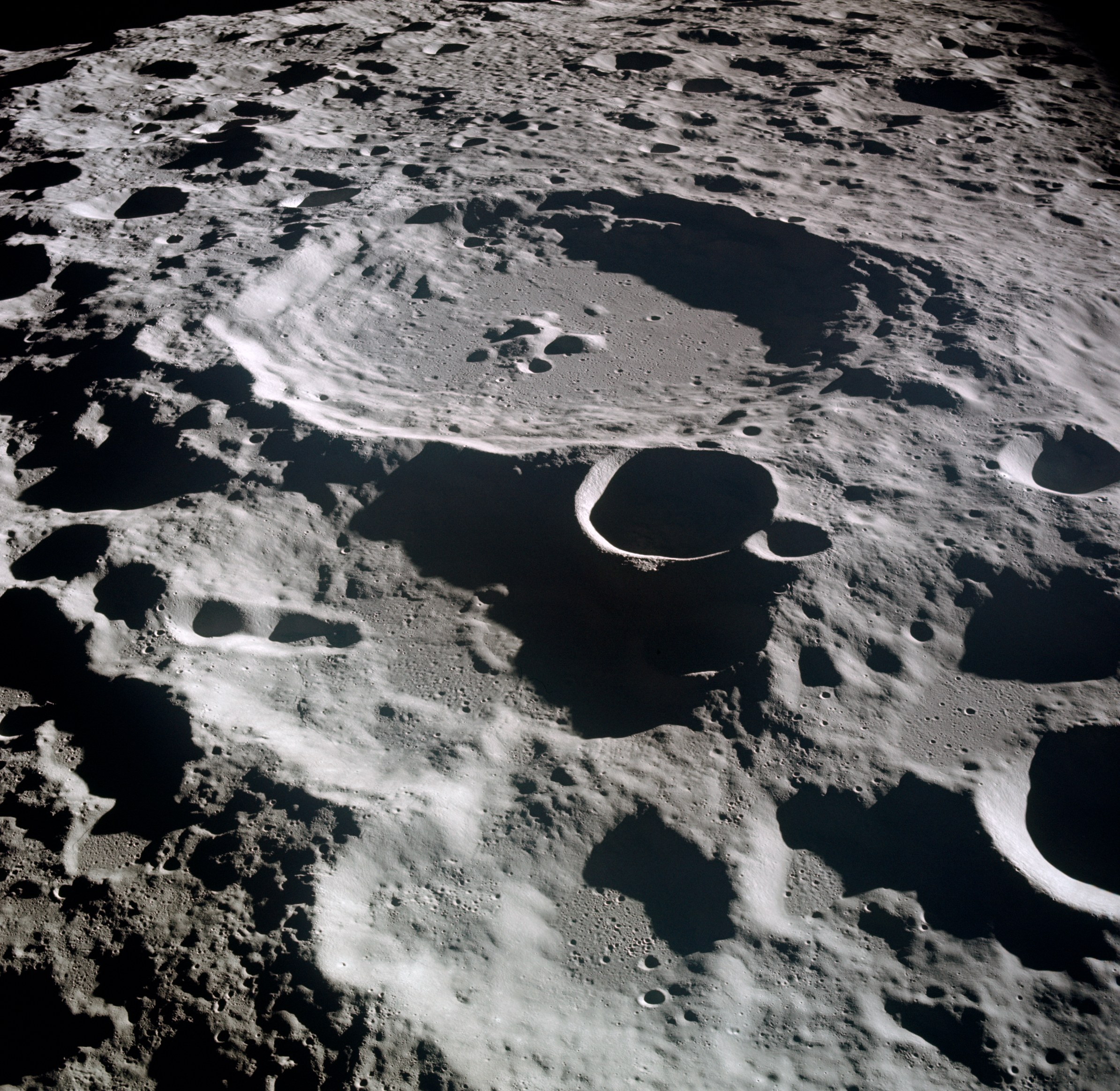
アポロ11号が撮影した月面のクレーター

クレーターとは、質量衝突によって作られる円形に窪んだ地形。英語のcraterに由来するが、英語の場合は衝突・火山活動・爆発・陥没など成因を問わず『円形に窪んだ地形』すべてを指し、質量衝突によるものは"impact crater"（衝突クレーター）と表記される。
クレーターは典型的には、隕石・彗星・小惑星・微惑星などの天体衝突によって円形の盆地とそれを取り囲む円環状の山脈であるリムが形成される。実際にはさまざまな形態がある。天体衝突によるクレーターは英: Astrobleme、隕石によるクレーターは隕石孔（いんせきこう、英: meteorite crater）とも表記される。
"crater"の語源はギリシャ語で「ボウル」「皿」を意味する語で、コップ座の学名はCrater（クラテル）で、同じ語源である。
1609年にガリレオ・ガリレイが、月面を天体望遠鏡で観察し、多数の円形の凹地を確認したが、ガリレオは「小さな斑点」と呼んでいる。

## 概論
クレーターにはさまざまな形があり、主に以下の要素により決定される。
- 天体の運動エネルギー。運動エネルギーは質量と相対速度で決まる。当然、運動エネルギーが大きいほど、クレーターは大きく、深くなる。
- 天体の入射角。極端に角度が浅いときは楕円形のクレーターができる。
- 表面重力。
- 大気の有無、あればその密度。
- 衝突地点の地質。
- 侵食の有無、性質、期間。

エネルギーさえ同じであれば、重い天体がゆっくり衝突しても軽い天体が高速で衝突しても、組成が岩石でも氷でも、あるいは衝突でなく核爆発でも、ほぼ同じクレーターができる。入射角も影響せず、非常に浅い場合を除き常に円形のクレーターができる。クレーター研究の初期にはこのことが十分に理解されておらず、月のクレーターが全て円形であることが、それらの原因が天体衝突でないと主張する根拠にもなった。

## 構造
クレーター底
クレーターの内部の平らな部分。非常に小さなクレーターは、平らな底を持たない。
縁（クレーターリム）
クレーターの周囲を取り囲む盛り上がった部分。大きなクレーターでは山脈と認識される。
クレーター壁
クレーターの底から外部へ向かう時の急激な立ち上がり部分。縁の内壁。
中央丘
クレーター中央部に見られる丘状の凸部。大きなクレーターに見られることが多い。
光条（レイ）
クレーターから放射状に延びる明るくアルベドの高い（白い）筋状の構造。月など大気のない天体に多い。
洪水溶岩
大型のクレーターの底が溶岩で埋まって平原となったもの。氷衛星では岩石の代わりに氷で埋まる。
2次クレーター
衝突の噴出物が落下したことによる2次的なクレーター。
堆積物
地球や火星では、底が堆積物に埋没することがある。

### 衝撃の物証
核爆発や天体衝突の際には、筋状の破断面を持つ岩石シャッターコーンが見られる。また、衝撃石英（ショッククォーツ）というすじ状構造の水晶、インパクタイト、テクタイトという地面が一度溶けて冷えたことでできたガラスが確認できる。

## 形態

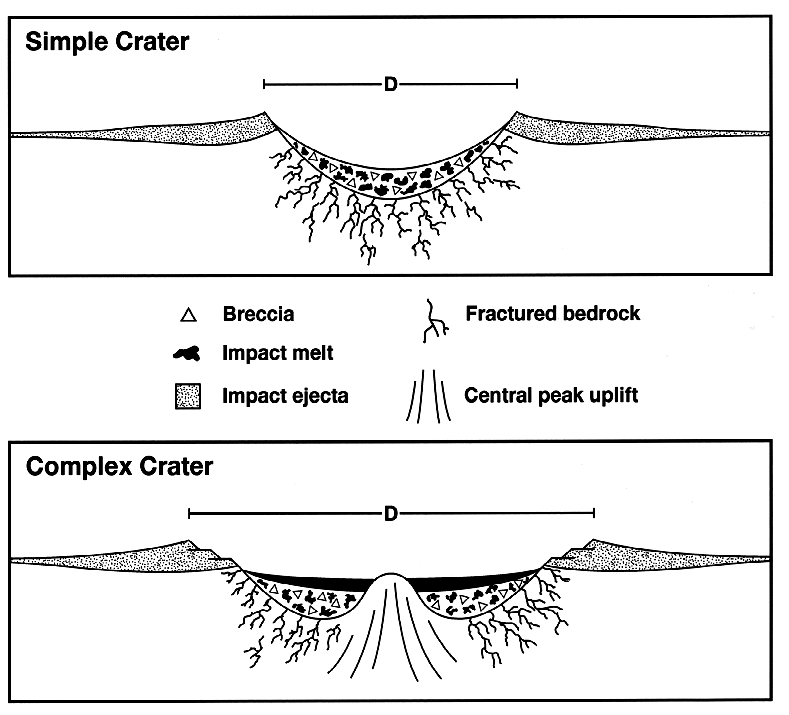
単純クレーター（上）と、中央丘を持った複雑クレーター（下）。

クレーターはその直径によって異なった形態を示す。
最も小型のクレーターは、断面が単純なお碗形をしており、単純クレーターと呼ばれる。単純クレーターの直径と深さには比例関係があり、岩石天体の場合は直径のおよそ0.2倍、氷天体の場合は0.1倍の深さになる。
衝突の規模が大きくなるとクレーターの形態は複雑クレーターという埋め立てられた平らな底部を持つクレーターに変化する。このサイズのクレーターは中心に中央丘を持つことが多く、中央丘クレーターとも呼ばれる。クレーターの規模が大きくなると共に中央丘はより顕著になり、次第にリング状の構造を示しはじめる。このようなクレーターは中央リングクレーターと呼ばれる。さらに、最大規模の衝突では同心円状の複数のリング構造を持った多重リングクレーターが形成される。
クレーターの形態はある一定の直径を境に単純クレーターから複雑クレーターに変化するが、その値は月の場合は15 - 20キロメートル、水星では10キロメートル、火星では5キロメートル程度である。重力が強い天体は一般的に複雑クレーターが形成されやすくなる。また、地表を構成する物質の性質によってもこの値は変化し、氷天体では同程度の重力を持つ岩石天体と比較して複雑クレーターが形成されやすい。
なお、隕石が非常に浅い角度で衝突すると、楕円状や涙滴状のクレーターが形成される。地球ではアルゼンチン・コルドバ州のリオクアルトクレーター（Rio Cuarto craters）が知られており、月の豊かの海にあるクレーター、メシエ（Messier）や火星のクレーターOrcus Pateraもその一例である。

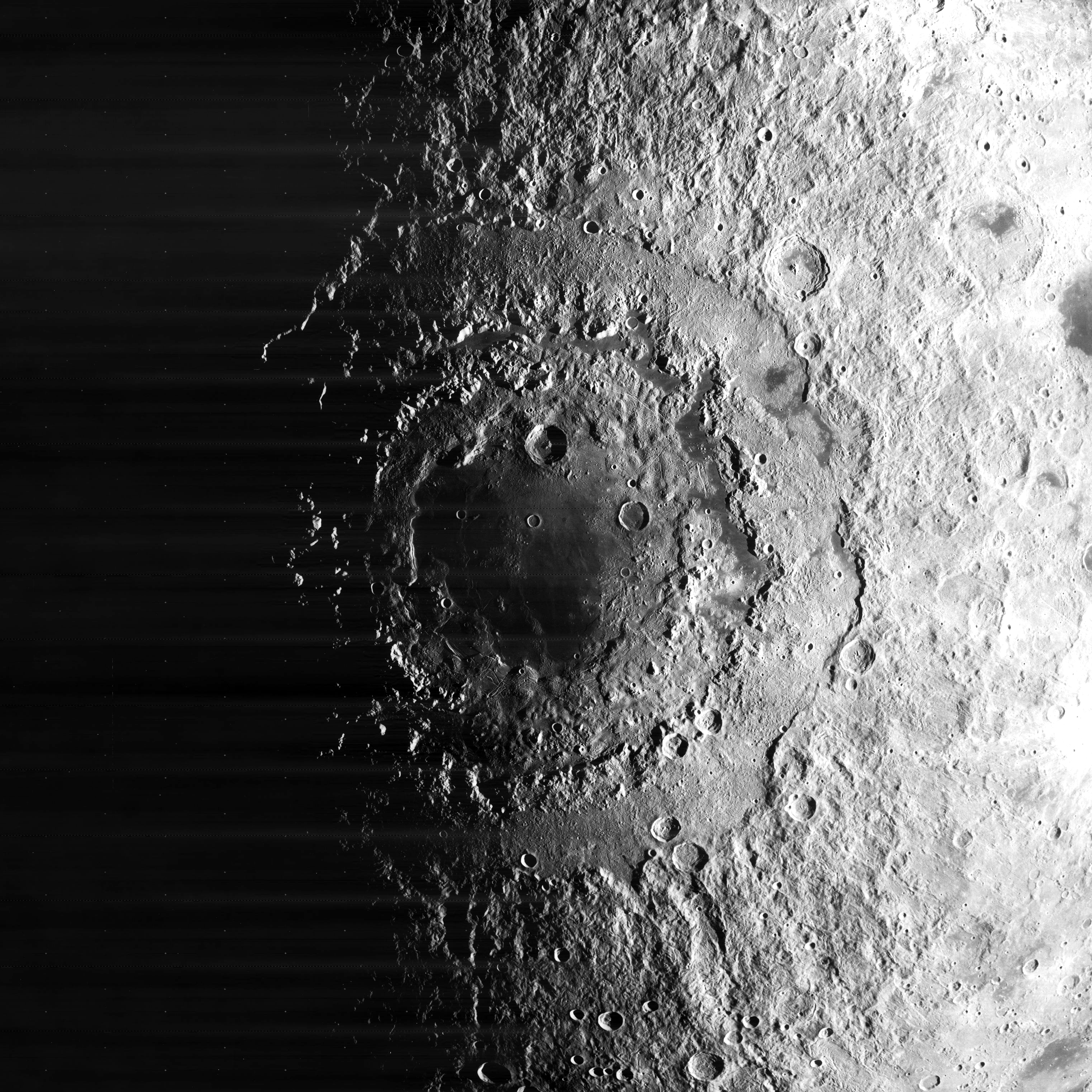
月面にある多重リングクレーター（英語版）である東の海
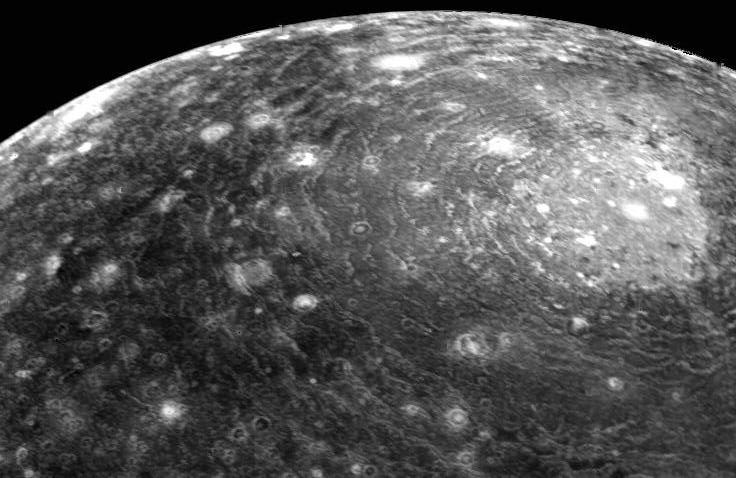
ボイジャー1号が撮影した木星の衛星カリスト上の多重リングクレーター、ヴァルハラクレーター（英語版）

## 成因論
クレーターの成因については、様々な説が唱えられた。1787年にウィリアム・ハーシェルはクレーターは火山の火口であるという論文を発表した。それに対し、1829年にフランツ・フォン・パウラ・グルイテュイゼン（Franz von Paula Gruithisen）は、クレーターは天体の衝突によって生じたという説を発表した。
当初は火山説の方が有利であった。これは、
- 月のクレーターはほとんどが円形であるが、泥に石などを衝突させる実験などでは真上からの衝突で無い限り楕円形のクレーターしかできないこと。
- 月の海（いわゆるうさぎ模様の部分）にはクレーターがあまり存在せず、分布に著しい地域性があること。これは地球の火山帯に対応していると考えられた。
- クレーターの重なり方が大きなクレーターの上に小さなクレーターが重なっているものばかりであり、これは徐々に月の内部が冷却して火山活動が弱まっていった結果として説明しやすい。

などが理由としてあげられる。
1960年頃から、地球のクレーターで隕石の衝突を裏付ける高圧で変成された岩石が発見されたり、アポロ計画での月面で採取された試料の分析が行われたり、より正確な衝突条件を反映した高速衝突実験が行われて、衝突説を支持する結果が多く得られた。現在では月のクレーターの大部分は衝突によって生じたものと考えられている。
上記の火山説を支持する証拠に対しては
- 当時の衝突実験では衝突させた石の速度は、隕石の月面に対する相対速度（数十km/sに達する）よりもはるかに遅く、実際に起こっている衝突を反映しているものとは言えない。高速衝突実験においては衝突時の衝撃波で衝突物の直径の10倍以上の範囲の地面が掘削されてクレーターは円形となることが分かっている。楕円形のクレーターは入射角が10度以下になるような限られた場合しかできない。
- アポロ計画で採取された岩石の年代測定の結果、月の海ができた時期は衝突が多数起きた時代よりも新しい（月の海も参照のこと）。
- 重なり方の傾向は、小さなクレーターの上に大きなクレーターを作る衝突が起こると衝突による地殻変動が周辺にも及び小さなクレーターの構造は完全に破壊されてしまうためと考えても説明可能。

と反論できる。
衝突説を支持する証拠としては以下のようなものがある。
- アポロ計画で採取されたクレーター周辺の石から高圧で変成された岩石が見つかっている。
- アポロ計画で採取された石から直径1ミリメートル以下のクレーターが見つかっている。
- 大きなクレーターでは月全体に噴出物が撒き散らされているが、月の質量ではそのような規模の爆発を起こすだけの火山を生成できない。
- 月の岩石から生成する溶岩の粘性は地球上のそれに比べて著しく低いために、火口には明瞭な盛り上がった縁ができない（なお、月には少数ながらも縁の盛り上がりの無いクレーターがあり、これらは溶岩の噴出で生じたものと考えられている）。
- クレーターが円形であるにもかかわらず、一方向だけに光条が延びる現象は斜め方向からの高速衝突実験で確認されている。
- 月のクレーターの直径と深さの間には一定の関係式が成立する。地球上の衝突で作られたクレーターでも同じ式が成り立つ。

## 天体ごとの様相

### 月
月のクレーターの大部分は38億年前よりも以前に作られたものである。その頃にはまだ太陽系内に多数の微惑星が残っていたために大きな衝突が何度も繰り返された。地球の表面では大気や水によって侵食やプレートテクトニクスによる海洋底の更新があるためその痕跡が残っていないが、月では大気や水が存在しないためクレーターがそのまま保存されている。
しかし、昼と夜の大きな温度差による熱膨張・収縮の繰り返しや太陽風の衝突によってわずかずつではあるが風化は進行する。また、宇宙空間からチリが降下し少しずつ降り積もっている。そのため、新しいクレーターでは縁がはっきりしており光条が延びているが、古いクレーターでは縁がはっきりしなくなり光条が失われている。
月面には月形成直後からの多くの衝突クレーターが姿を残しており、表側だけでも直径1キロメートル以上のクレーターは30万個以上と見積もられている。大きなものではヘルツシュプルングクレーターの直径536キロメートルから、小さなものではアポロ計画で持ち帰られた月の石に残されていた顕微鏡サイズのクレーターまでと様々である。国際天文学連合（IAU）に登録されている、名前が付けられている直径60メートル以上のクレーターは1,559個あり、直径10キロメートル以上のものでも1,395個、100キロメートル以上のものでも199個ある。また盆地（ベースン）や海と名付けられた部分は天体衝突によって形成されたと考えられており、月の裏側の南極エイトケン盆地は直径2,500キロメートルに及ぶ。

月のクレーターの研究から41億年前から38億年前にかけて多くの天体衝突が起きたと想定され、同様に地球でも天体衝突が多く起きているとみなされてきた。月のクレーター形成史から、地球誕生後の数億年（冥王代に相当）の地球の状態が推察されるようになった。

### 地球
地球と比べて直径が27%で表面積が7%と小さい月に多くの隕石衝突クレーターが形を残していることから、地球にも月と同様の率で隕石衝突があったものと思われるが、現在確認・公認されている衝突クレーターは直径10メートルから160キロメートルのもので182個である。その内の120個は露出しており、59個は埋もれている。残り3個に関しては露出状況不明と記されている。露出していない62個のうち、53個はボーリング調査が実施された。
地球に落ちる隕石の大きさがそれほど大きくなくても巨大なクレーターができる。クレーター径は隕石の直径の約10倍と見積もられており、周囲5キロメートル大きさのクレーターはクレーターとしてはかなりの大きさだが、それを作った隕石の大きさは直径約500メートルでしかない。
現在までに地球上のクレーターは100個以上確認されているが、大部分は侵食や地殻変動により地表からは痕跡すら消えてしまっている。隕石由来のニッケル、金などを多く含むことがあり、世界最大の鉱山を形成している場合もある。このため有望な鉱脈を発見する手がかりとしてクレーター探しも行われ、また地質の構造調査によってクレーターが確認される例も少なくない。
- フレデフォート・ドーム （南アフリカ共和国 - 現在知られている最大の隕石衝突跡。20億2,300万年前に直径10 - 12キロメートルの小惑星が衝突してリム直径160キロメートル（破壊範囲直径300キロメートル）のクレーターを形成したと考えられている[6]）
- サドベリー隕石孔 （カナダ - 同2番目の大きさ。18億5,000万年前、直径10キロメートルの隕石、リム直径130キロメートルのクレーター（破壊範囲直径 - 260 キロメートル）[6]）
- チクシュルーブ・クレーター（メキシコ・ユカタン半島- 同3番目の大きさ。約6,500万年前、直径10キロメートルの隕石、リム直径160キロメートルのクレーター（破壊範囲直径 - 240 キロメートル）[6]。地下約1000メートルに埋没している。恐竜などが絶滅したK-Pg境界の原因と考えられている）

以上の3件が3大隕石衝突（3大インパクト）と呼ばれている。
- ヤラブッバ・クレーター（英語版）（オーストラリア西部、22億2,900万年前、直径70キロメートル。現在知られている最古の隕石衝突跡）
- リース・クレーター（ドイツ連邦共和国バイエルン州西部‐バーデン＝ヴュルテンベルク州東部オストアルプ郡、1,430万 - 1,450万年前、直径24キロメートル。今日のネルトリンガー・リース盆地を形成）
- シュタインハイム・クレーター（ドイツ連邦共和国バーデン＝ヴュルテンベルク州、1430万 - 1450万年前、直径3.5キロメートル。生成がリース・クレーターと同時期であることから二重小惑星の落下の結果ではないかと推測されている）
- 岫岩満族自治県 （中華人民共和国遼寧省鞍山市、直径1,800メートル、深さ150メートル）
- バリンジャー・クレーター（アメリカ・アリゾナ州、約5万年前、直径1,200メートル、深さ180メートル 別名アリゾナ大隕石孔）
- 御池山クレーター（日本・長野県飯田市上村 - 直径900メートル。日本で初めて確認された）
- シルバーピット・クレーター （イギリス・北海 - 水面下40メートルにあり、堆積物で埋もれている。現在確認されているイギリス唯一のクレーターであるとされているが、異説もある）
- マニクアガン・クレーター（カナダ - 現在ダム湖になっている）
- ピングアルイト・クレーター（カナダ）
- ロナ・クレーター（英語版）（インド・デカン高原 - 玄武岩上に形成され現在までよく保存されているクレーターとしては地球で唯一のクレーター[7][8]）
- ウルフクリーク・クレーター（オーストラリア、西オーストラリア州、 - 12万年前、直径875メートル、深さ60メートル）

### 水星
水星は、月と同様に全表面がクレーターで覆われている。この水星の姿は1975年にアメリカの水星探査機マリナー10号によってはじめて明らかにされた。水星の英名Mercuryは、ローマ神話の芸術の神の名であるため、水星のクレーターには文学者や芸術家の名前が命名されている。特に、1,350キロメートルもあるカロリス盆地は水星最大のクレーターである。

### 金星
金星は、厚い雲に常に覆われているため、地表の可視光による観察は不可能である。しかし1990年にアメリカの金星探査機マゼランによりレーダーによる地形の観測が行われ、いくつかのクレーターが発見されている。
金星のクレーターの特徴として、直径30キロメートル以下のクレーターが少ないことが挙げられる。これは、その程度のクレーターを形成させるような小さな天体は、金星の厚い大気のために衝突前に粉砕されてしまうと考えられている。また、金星には形成年代の古いクレーターが存在せず、これは5億年前後前に金星の地表全体を塗り替えるような大規模な変動が起きたという説の論拠となっている。

### 火星
火星のクレーターは、高地の多い南半球に多く低地の多い北半球には少ない。衛星のフォボス、ダイモスにもクレーターが発見されている。ダイモスのクレーターはレゴリスに埋まりかけたものが多く、比較的滑らかな表面をしている。

### 小惑星
地上からの観測および小惑星探査機の観測によりいくつかの小惑星の鮮明な映像が撮影されており、クレーターが多数認められている。特に、（4）ベスタは自身の直径に匹敵する直径460キロメートルのクレーター、レアシルヴィアを持つ。
また、NEAR探査機によって観測された小惑星マティルドには、天体の平均直径の半分を超えるクレーターが複数発見されている。通常ならばこのような大規模な衝突で天体は粉砕されるはずだが、平均密度の観測からマティルドの内部には多くの隙間が存在することが示唆されており、この隙間が衝突の衝撃波を緩和する役割を果たしたという説がある。
はやぶさ２は、インパクターと呼ばれる装置を使用して、直径10メートルほどのクレーターをリュウグウの表面に作成した。

### 氷衛星
氷衛星の表面にもクレーターが見られる。
ガニメデには13個のクレーターがチェーン状に繋がったクレーターがあり、シューメーカー・レヴィ第9彗星同様に木星の重力により分解した彗星が衝突したため生じたと考えられている。カリストには多重リング構造のヴァルハラ盆地がある。ミマス、テティスは直径の3分の1にも及ぶ大クレーターを持つ。タイタンは厚い大気と雲に覆われているため地表の可視光による観察は不可能だが、カッシーニによるレーダー観測によりいくつかクレーターが発見されている。

### クレーターのない天体
木星・土星・天王星・海王星は、固体表面がないため、クレーターはない。
イオは、火山活動が非常に活発で表面地形の寿命が非常に短く、クレーターはない。クレーターはあるものの非常に少ない天体として、地球、エウロパ、トリトン、タイタンがある。いずれも、イオほどではないがクレーターの寿命がかなり短い。大気や火山の存在により侵食作用があるのが一因と思われている。

## 命名
地球以外のクレーターの名前は、他の地名同様、国際天文学連合 （IAU） が決定する。最終決定権はIAUが持つが、提案は自由であり、発見した研究者チーム（現在はほとんどが惑星探査機で発見される）による提案が行われることが多い。惑星系命名タスクグループが外部からの提案や独自の案を選定し、惑星系命名作業部会 （WGPSN） が承認する。通常はこの段階で「命名」などと報道されるが、正式決定は3年に1度のIAU総会で、次回は2021年である。
地球以外のクレーターの正式名称には「クレーター」は付かない。たとえば、「コペルニクス」が正しく、「コペルニクスクレーター」ではない。逆に、「山脈」「平原」などの一般名詞が付かない地名は、原則としてクレーターである。

### 月
月の表の主要なクレーターの名称は、イタリアのジョヴァンニ・バッティスタ・リッチョーリとフランチェスコ・マリア・グリマルディによる。なお、それ以前に命名された数少ないクレーターとして、ミヒャエル・ラングレンが自分の名前をつけたラングレンがある。
リッチョーリらは1651年、自分達が作成した月面図でクレーターに名前をつけた。そのため、月の表にはそれより新しい人物やヨーロッパ以外の人物の名前はほとんどない（存命中の人物も使われたので同時代人は多い）。彼らが選んだ人名は、月の観測に貢献があった人物で、必然的に天文学者が多くなった。月の北部のクレーターに古い時代の人物の名を、南部のクレーターに（当時から見て）新しい時代の人物の名を命名した。
1935年から、月のクレーターの名前はIAUが決定するようになった。ただし、表の主要なクレーターはすでに名づけられており、IAUによる命名はほとんどない。なお、現行のルールでは、「国際的に著名であること、没後3年以上、政治・宗教・軍事関係者は禁止」といった条件がある。月の裏のクレーターは、1959年のルナ3号の観測に始まり、リッチョーリらより新しい時代の人物の名前を中心に命名された。
現在は月のクレーターの命名はほとんど行われない。近年IAUが名づけたクレーターには、チャレンジャー事故、コロンビア事故など宇宙開発の犠牲者の名前が付いている。
月では非常に小さいクレーターまで発見されているが、それらにまで名前が付けられることはない。名前の付いているクレーターは約1,500である。約7,000の小さなクレーターには、近くの大きなクレーターの名前にアルファベットをつけて識別する「サテライトフィーチャー」という命名法がとられている。
例外的に人名でないクレーターとして、アポロ計画を記念して名づけられた、月で2番目に大きいアポロがある。数キロ以下の小さなクレーターには、ファーストネーム（特定の人物を表すものではない）が付けられている。

### 地球
地球のクレーターには、公式な命名制度はない。湖や盆地としてすでに名前が付いていることも多い。名前がないときは、発見者や、近くの集落の名前などが付けられる。

### 天体ごとのテーマ
地球以外のクレーターの名前には、天体ごとに共通のテーマがある。ただし、最大級のクレーターは、通常のクレーターとは別のルールで盆地や海として命名されているものもある。

#### 惑星
水星
芸術家、音楽家、作家。水星の神メルクリウス/ヘルメスが芸術の神であることから。最大のクレーターは作曲家ベートーベンから。ただし、クレーターとしての命名でないものを含めればカロリス盆地が最大。日本からはソータツなど。
金星
女性。金星の神ウェヌス/アフロディーテが美の女神であることから。最大のクレーターは人類学者ミードから。日本からはハヤシなど。
火星
大きなクレーターは火星を研究した天文学者。小さなクレーターは地球の町。最大のクレーターは天文学者スキアパレリから。ただし、クレーターとしての命名でないものを含めれば、確実なものではヘラス盆地、不確実なものではボレアリス平原が最大。日本からはミヤモトなど。

#### 衛星
月
科学者。最大のクレーターは天文学者ヘルツシュプルングから。ただし、巨大な溶岩平原クレーターは海として気象現象や気分を表す抽象名前がついており、それらを含めれば嵐の大洋が最大。日本からはヒラヤマなど。
フォボス
火星の衛星を研究した天文学者。最大のクレーターは発見者ホールの妻の旧姓スティックニーから。
ダイモス
火星の衛星を（発見前に）描いた文学者。『ミクロメガス』のヴォルテールと『ガリヴァー旅行記』のスウィフトから。
エウロパ
ケルト神話の登場人物。最大のクレーターは魔術師（として後に伝説となった詩人）タリエシンから。
ガニメデ
エジプト神話など中東の古代神話の神々。最大のクレーターはフェニキアの神エピゲウスから。
カリスト
北欧神話の神々。最大のクレーターは光の神ヘイムダルから。ただし、クレーターとしての命名でないものを含めればヴァルハラ盆地が最大。
ハイペリオン
世界各地の太陽神。ヒュペリオンが太陽神ヘーリオスの父であることから。
ミマス
アーサー王伝説の登場人物。ただし最大のクレーターは例外で、発見者ハーシェルから。
エンケラドゥス
『千夜一夜物語』の登場人物。最大のクレーターはアリババから。
テティス
『オデュッセイア』の登場人物。最大のクレーターは主人公オデュッセウスから。
ディオネ
『アエネイス』の登場人物。最大のクレーターはメルクリウスの息子エヴァンデルから。
レア
世界各地の創造神話の登場人物。最大のクレーターはアメリカのポーニー族神話で人間を創造したティラワから。日本からはイザナギとイザナミ、オノコロ（クレーターチェーン）が。
タイタン
世界各地の知識の神。最大のクレーターはエトルリアの知識の女神メンルヴァから。
イアペトゥス
『ローランの歌』の登場人物。最大のクレーターはサラセン男爵チュルジスから。
フェーベ
アルゴノーツ。最大のクレーターは船長イアソンから。
パック
ヨーロッパの妖精の種族名。パックが妖精であることから。
ミランダ
『テンペスト』の登場人物。ミランダが『テンペスト』のヒロインであることから。最大のクレーターはナポリ王アロンゾーから。
アリエル
世界各地の妖精。エアリアルが『テンペスト』に登場する妖精であることから。最大のクレーターは日をもたらす妖精ヤングアから。
ウンブリエル
世界各地の悪霊。ウンブリエルが『髪盗人』に登場する妖精であることから。最大のクレーターは西アフリカのバランバ族の悪霊ウォコロから。
ティタニア
シェイクスピア作品の女性王族。タイターニアが『夏の夜の夢』の妖精女王であることから。最大のクレーターはハムレットの母ガートルードから。
オベロン
シェイクスピア作品の男性王族。オーベロンが『夏の夜の夢』の妖精王であることから。最大のクレーターはハムレットから。
トリトン
世界各地の水妖。最大のクレーターはタンザニアのチャガ族の伝説上の魚マゾンバから。

#### 小惑星
エロス
愛にまつわる物語の登場人物。エロスが愛の神であることから。最大のクレーターはギリシャ神話の恋心の神ヒメロスから。日本からはゲンジとフジツボが。
ガスプラ
世界各地の温泉。ガスプラがウクライナの温泉地であることから。最大のクレーターはアメリカのサラトガから。日本からはベップが。
マティルド
世界各地の炭田。マティルドが石炭のように黒いことから。最大のクレーターは南アフリカのカローから。日本からはイシカリが。
イダ
世界各地の洞窟。イダ山中の洞窟でイダがゼウスを育てた神話から。最大のクレーターはフランスのラスコーから。
ベスタ
ウェスタの処女。ベスタがローマの女神ウェスタにちなむことから。最大のクレーターはレアシルヴィアから。
シュテインス
宝石。シュテインスがダイアモンドのような形状をしていることから。最大のクレーターはダイアモンド。

## 爆発クレーター
クレーターは隕石の衝突以外にも、隕石に匹敵するほどのエネルギーが瞬時に一箇所で発散される現象（つまり爆発）によっても生み出される。

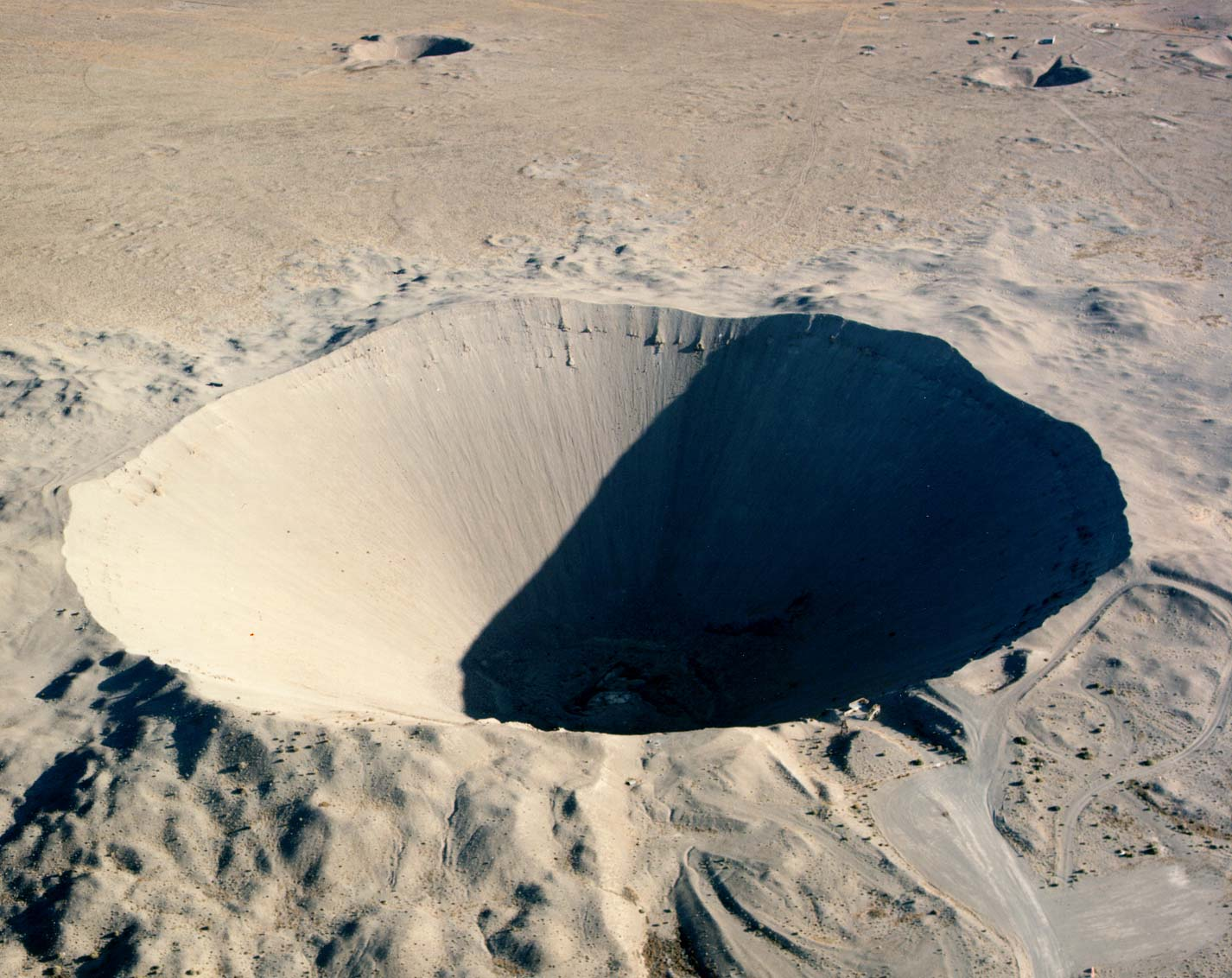
セダン実験で出来たクレーター

冷戦時代はネバダ核実験場などに核爆発によるクレーターが多数出来た。そのほとんどはその後の風雨により自然消滅したか、人為的に埋められている。しかし強力な爆発が起こったものや、雨がなかなか降らない地域で行われた実験場では、いまだに何十年も前の核爆発クレーターが痕跡として残っているところもある。
右画像のクレーターは1962年7月6日、ネバダ核実験場で行われたセダン核実験によるクレーターで、その際に放出されたエネルギーは435テラジュール（TNT換算で104キロトン）。直径約390メートル、深さ約97.5メートルのクレーターが出来た。
核以外のクレーター例
- クレーターの戦い - 南北戦争中、敵の砦の真下に坑道を掘り、そこで火薬を爆発させたことでクレーターができた。
- ロッホナガー・クレーター（ドイツ語版） - 第一次世界大戦中、イギリスの工兵がドイツ陣地の真下で爆発させたことでできたクレーター。